# Джон Нелсон (плавець)
Джон Нелсон (англ. John Nelson, 8 червня 1948) — американський плавець.
Олімпійський чемпіон 1968 року, призер 1964 року.
Переможець літньої Універсіади 1967 року.